# 三痺湯
三痹湯屬於中醫方劑的治風劑，出自《成方切用》，由16味中藥組成，是用以治療風、寒、溼三痺兼有氣血虛的方劑，症狀可見氣血凝滯，手足拘攣，風、寒、濕三痺。《醫方集解》將本方歸於足三陰藥。
本方的組成包括黃耆、續斷、人參、茯苓、甘草、當歸、川芎、白芍、生地、杜仲、川牛膝、防風、秦艽、桂心、細辛、獨活、加生薑，大棗水煎服。
依照中醫學傳統的方義解釋，本證是因氣血不足，受風、寒、濕之邪氣侵襲而成的痹病。故本方用參耆四物等補藥。內加防風、秦艽以勝風濕。桂心以勝寒。細辛、獨活以通腎氣。
焦氏應用本方加減法，若上肢肩、肘、腕關節疼痛明顯，加片子薑黃、桂枝。若腰痛明顯，加補骨脂、續斷、胡桃肉。足踝、腳跟痛明顯，加澤蘭、生苡米，加重牛膝。月經前期或量過多，去川芎加川斷炭。

## 外部連結
- 獨活寄生湯 中藥方劑圖像數據庫 (香港浸會大學中醫藥學院) （中文）（英文）